# 自由島 (馬)
自由島（日语：リバティアイランド，2020年2月2日—2025年4月27日），是日本純種競賽馬匹。生涯活躍於中距離賽事，曾於2022年阪神兩歲牝馬錦標，亦於2023年勝出櫻花賞、優駿牝馬（日本橡樹大賽）及秋華賞，成爲日本賽馬史上第七匹三冠雌馬。

## 出賽前
2020年2月2日出身於北海道安平町北部牧場，成長途中於一口馬主俱樂部Sunday Racing Co. Ltd.進行馬主募集。
其後交由栗東訓練中心練馬師中內田充正訓練。

## 競賽生涯

### 2歲
2022年7月30日出戰新潟競馬場2歲新馬戰，比賽途中保持於中團靠後位置推進，並於比賽途中一直維持此節奏。通過最後彎道時，其仍然處於後方第七的位置，然而此時其突然於外檔加速並轟出日本賽馬史上最快、時速約爲每小時68.8公里後600米31.4秒超恐怖末腳衝出。最終憑借其優秀的加速力，其成功瞬間超越對手並拉開第二名賽駒，以3馬位優勢取得首勝。
10月29日出戰月神錦標，賽前繼續獲得第一人氣。比賽開始後，其保持於中團位置推進，通過第四彎道時候雖然嘗試加速但被阻擋，因而選擇抽出外檔位置衝刺，亦因如此浪費腳程而未能追上前方的拉威爾，最終以頸位落敗。

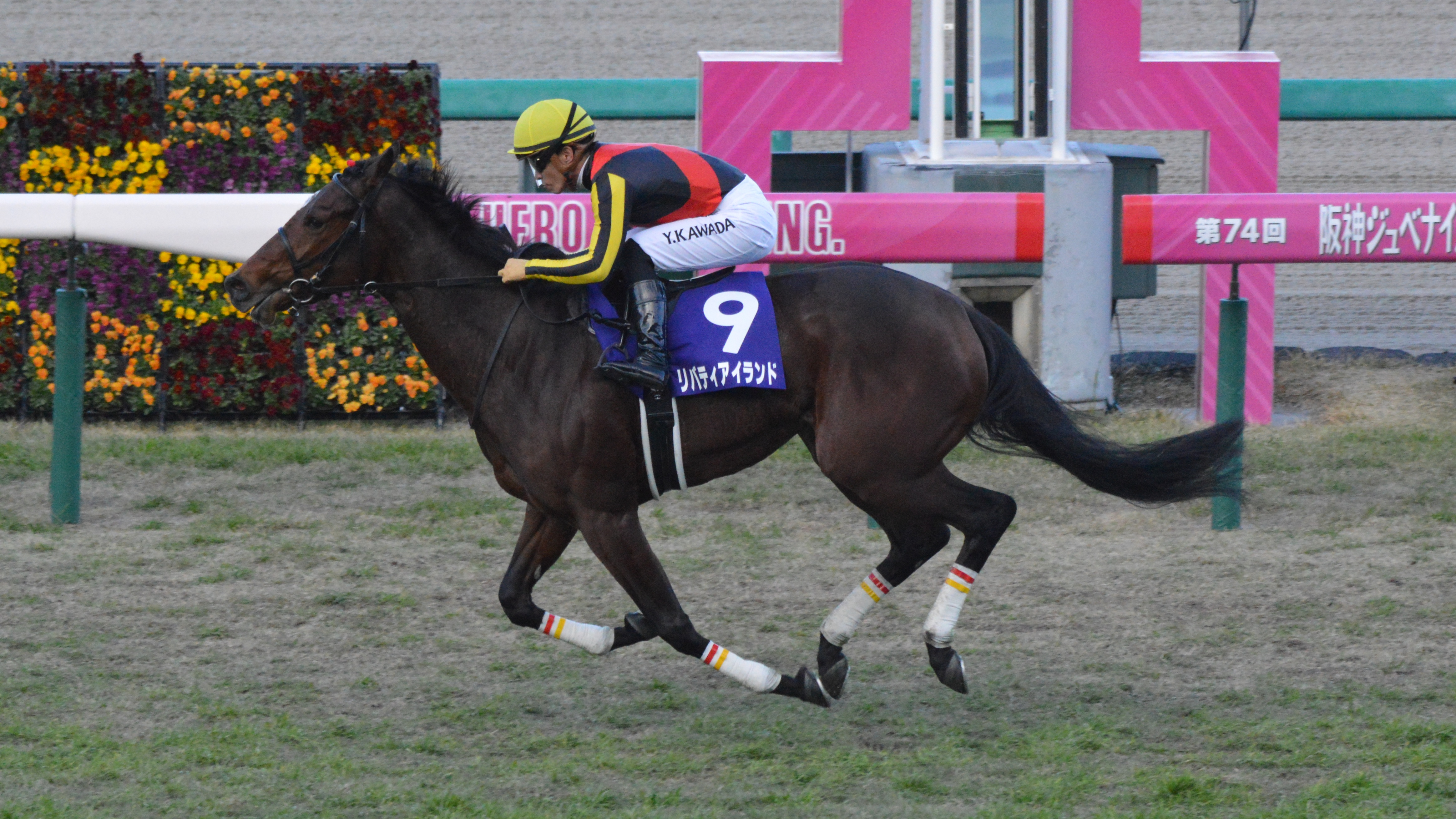
出戰阪神兩歲牝馬錦標的自由島

12月11日出戰阪神兩歲牝馬錦標，因此前的戰績而獲得第一人氣。比賽開始後，前方由Santee Tesoro展開領放並做出前800米45.2秒的步速，自由島則於約莫第八的位置推進。進入直路後，其於外檔位置衝出並跑出全場最佳末腳，最終超越前方賽駒下亦一直壓制一同衝出的曲動心神，拉開對手2 1/2馬位取得首個一級賽冠軍之餘亦令騎師川田將雅達成兩歲馬一級賽制霸的成就。
年末，由於其於年間保持優秀表現且勝出一級賽，因而以全票288票當選最佳2歲雌馬。

### 3歲

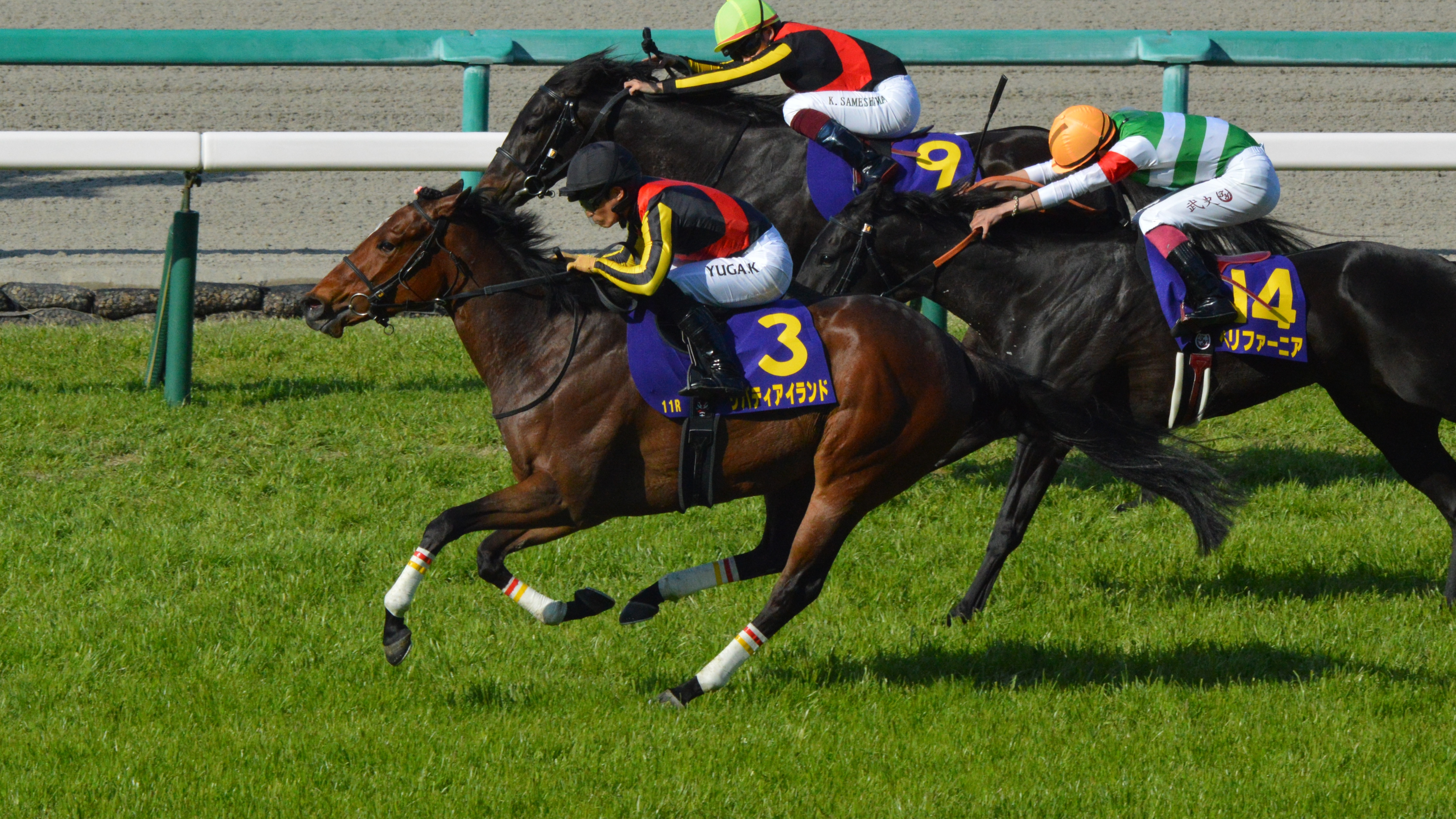
出戰櫻花賞的自由島

2023年春季於未出戰任何前哨戰的情況下直走櫻花賞，即管如此仍然可以力壓鬱金香賞冠軍魔族美妙、雌馬賽冠軍唱名曲及皇后盃冠軍豎琴巧姬等強敵取得第一人氣。比賽開始後，因慢閘的人數選擇於中團靠後位置推進，並於比賽途中逐步墮後至最後方位置。通過第四彎道時，其仍然處於最後方位置，然而此時騎師川田指揮其於外檔位置加速強襲，最終於轟出後600米32.9秒的恐怖末腳下成功將前方所有賽駒超越奪冠，亦爲練馬師中內田充正帶來首個經典賽優勝。同時，由於日本中央競馬會於當時引入以騎師視角拍攝的鏡頭影像，騎師川田於賽後對自由島所說的：「勝出了，非常感謝。」（勝ったよ、ありがとう。）及「大小姐，結束了，可以休息了。」（お嬢さん、終わりです。）亦被收錄並發佈至社交媒體平台Twitter（今X）上，不但使此對人馬組合的熱度上升，亦令自由島被馬迷冠以「大小姐」（お嬢さん）的稱號。

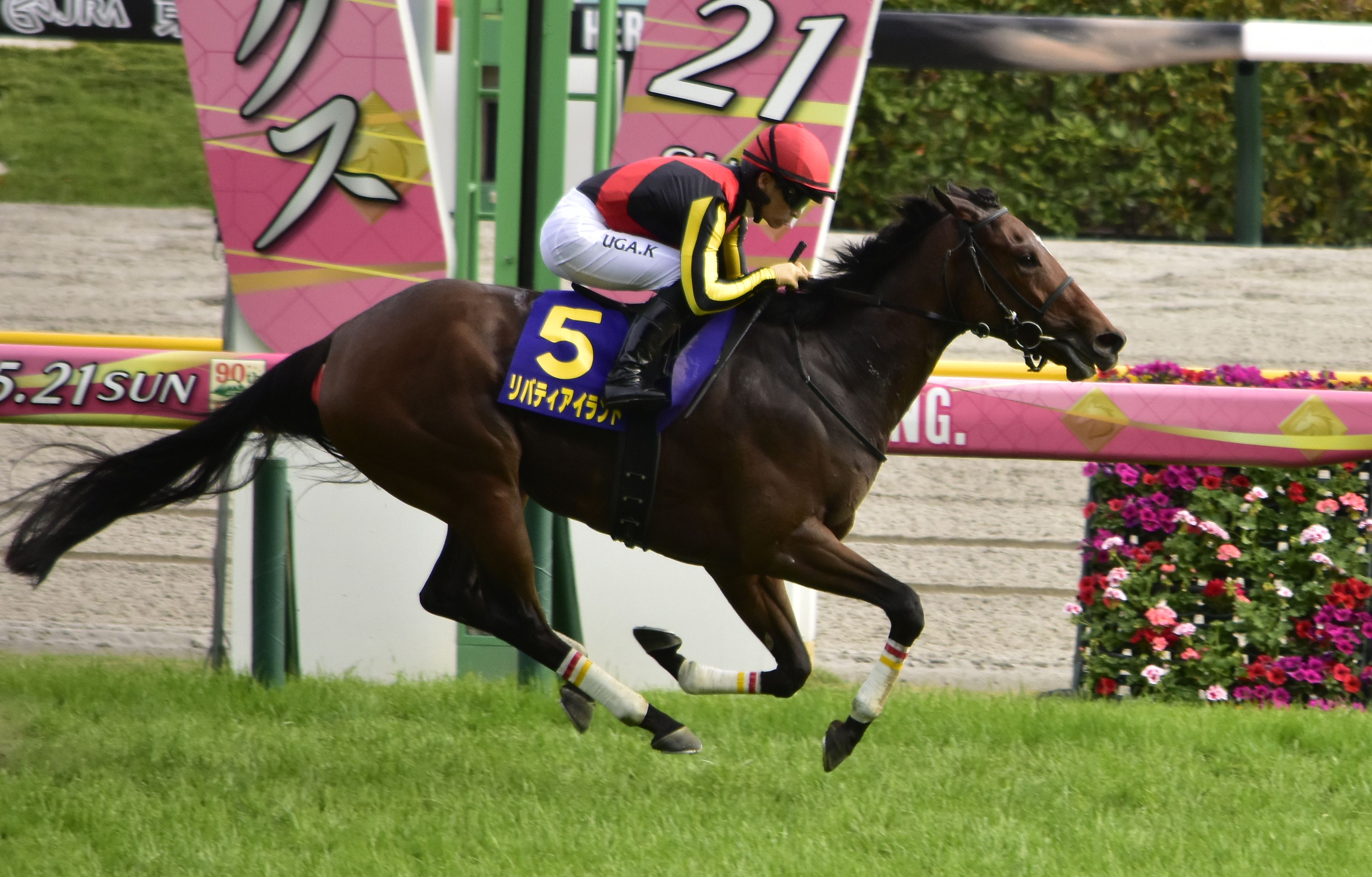
出戰優駿牝馬的自由島

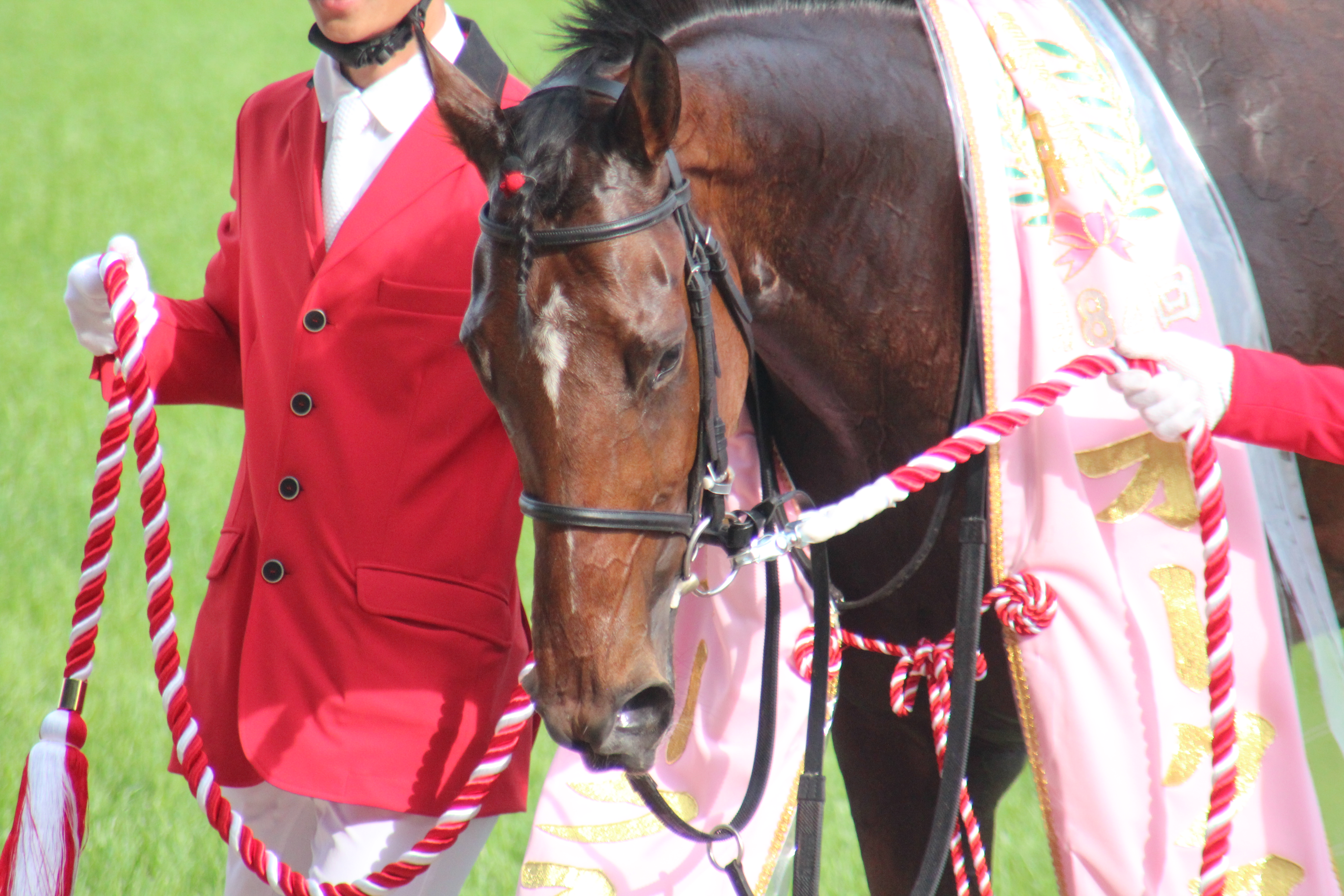
優駿牝馬頒獎儀式

贏得櫻花賞後其前往放草，並於5月21日按照計劃出戰優駿牝馬。比賽開始後，其選擇和以往不同的戰術推進，於前半段賽事一直保持於先頭約莫第六的位置。進入直路後，其隨即展開加速並於最後200米超越領先的拉威爾，其後繼續衝刺下不斷拉開後方的對手，最終拋離第二的豎琴巧姬6馬位奪冠，亦成功打破此項賽事於2012年由貴婦人創立的5馬位紀錄。

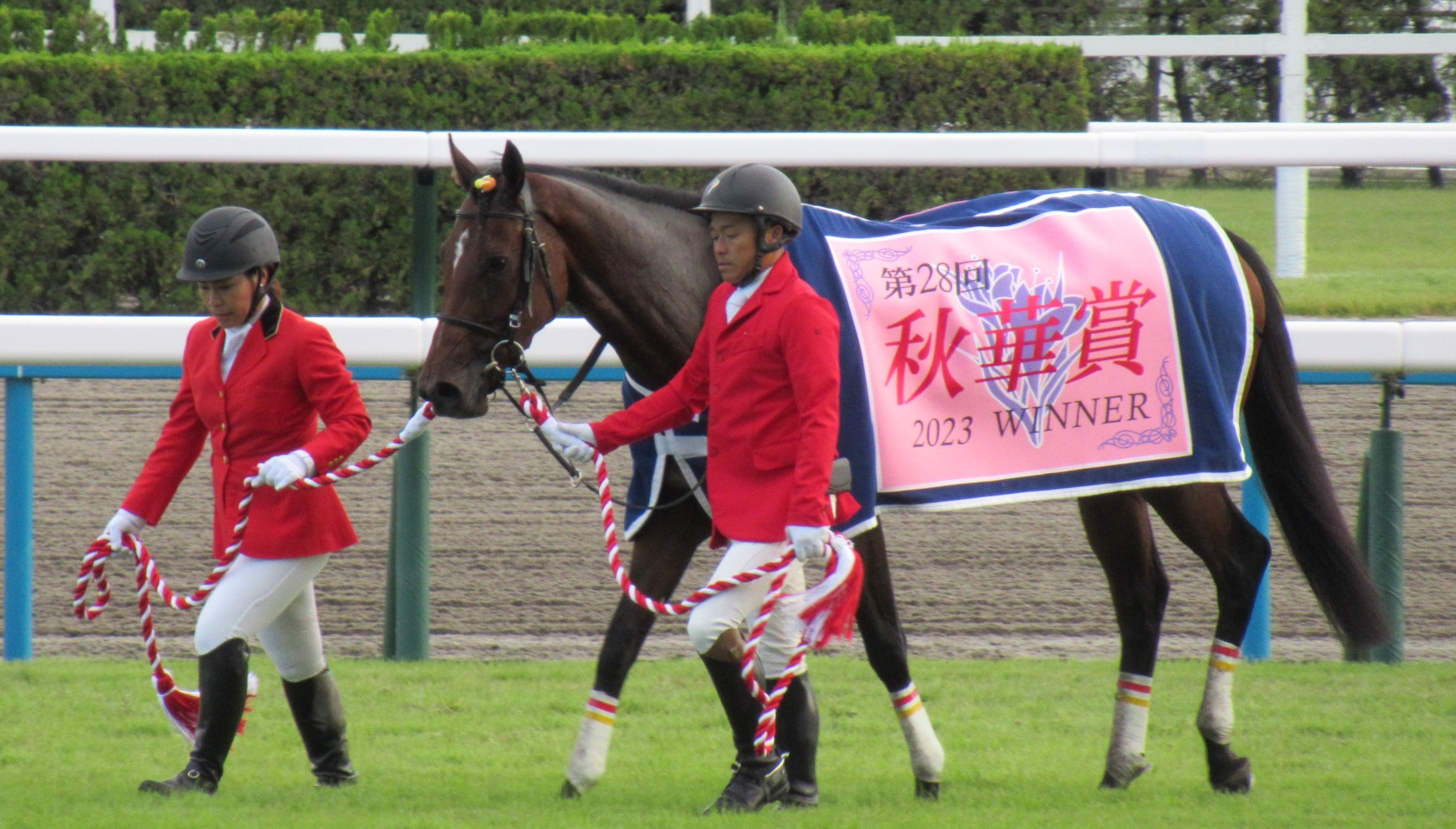
秋華賞頒獎儀式

入秋後於10月15日直走秋華賞並劍指雌馬三冠，賽前以1.1倍獨贏賠率獲得壓倒性的第一人氣。比賽開始後，順利出閘的自由島處於馬群中央位置推進，並於比賽途中以較慢的姿態保留體力。通過第三彎道時候，其逐步抽出外檔加速，於第四彎道時候經已處於先頭位置。進入直路後，其憑借望空的優勢繼續保持衝刺姿態，於直路中段經已拉開後方一段距離，其後亦可以抵擋外檔假面歌姬的追擊，以1馬位優勢奪冠成爲日本賽馬史上第七匹三冠雌馬。順帶一提，賽事當日亦爲騎師川田之38歲生日，因而本次勝利對其意義非常重大，亦爲最佳的生日禮物。
11月26日出戰日本盃，爲其首次挑戰年長馬匹。比賽開始後，由於其處於第1檔最內檔起步，因而選擇搶佔內欄有遮擋的位置推進，並於比賽途中一直保持穩定的節奏處於此位置推進。比賽中段，縱然前方的本初之海越放越快，其仍然以自身的節奏和星映天下一同跟隨前方第三的春秋分。進入直路後，其隨即於所在位置進行加速，雖然於直路中段超越失速的本初之海及力弱的領銜，但仍然無法迫近前方經已取得領先的春秋分，最終被對手拉開4馬位落敗。
年末，由於其成功達成雌馬三冠的成就，且於日本盃表現優秀獲得亞軍，因而於評選中以近乎全票的294票當選最佳3歲雌馬。

### 4歲
2024年首戰選擇遠征阿聯酋出戰杜拜司馬經典賽，比賽初段選擇守於中團位置，並於比賽途中以緊盯星映天下的方式推進。進入直路後，其嘗試於所在位置進行加速並逐步向前蠶食，但最終應以未能超越前方的桀驁之戀及大帝，以第三的戰績完賽。
返回日本休養後被檢查出腳傷，因而進入休養。
進入秋季後，其選擇以秋季天皇賞作為其復出戰，賽前取得第一人氣。比賽開始後，其逐步由外檔位置向內取位，進佔外曡的先頭位置，並於比賽途中開始加速上前。進入直路後，其於中外檔的位置進入望空狀態，然而中後段逐步失速之下沉底，最終以第十三大敗。
12月選擇遠征香港，以2000米賽事香港盃作為目標。比賽開始後，其於中團靠後位置等待時機，於初段並未有太大動作，通過第三、四彎道時候才稍微抽出外檔加速。進入直路後，其於外檔位置開始加速衝刺，最終超越大部份賽駒，僅敗於前方透出的浪漫勇士取得亞軍。

### 5歲

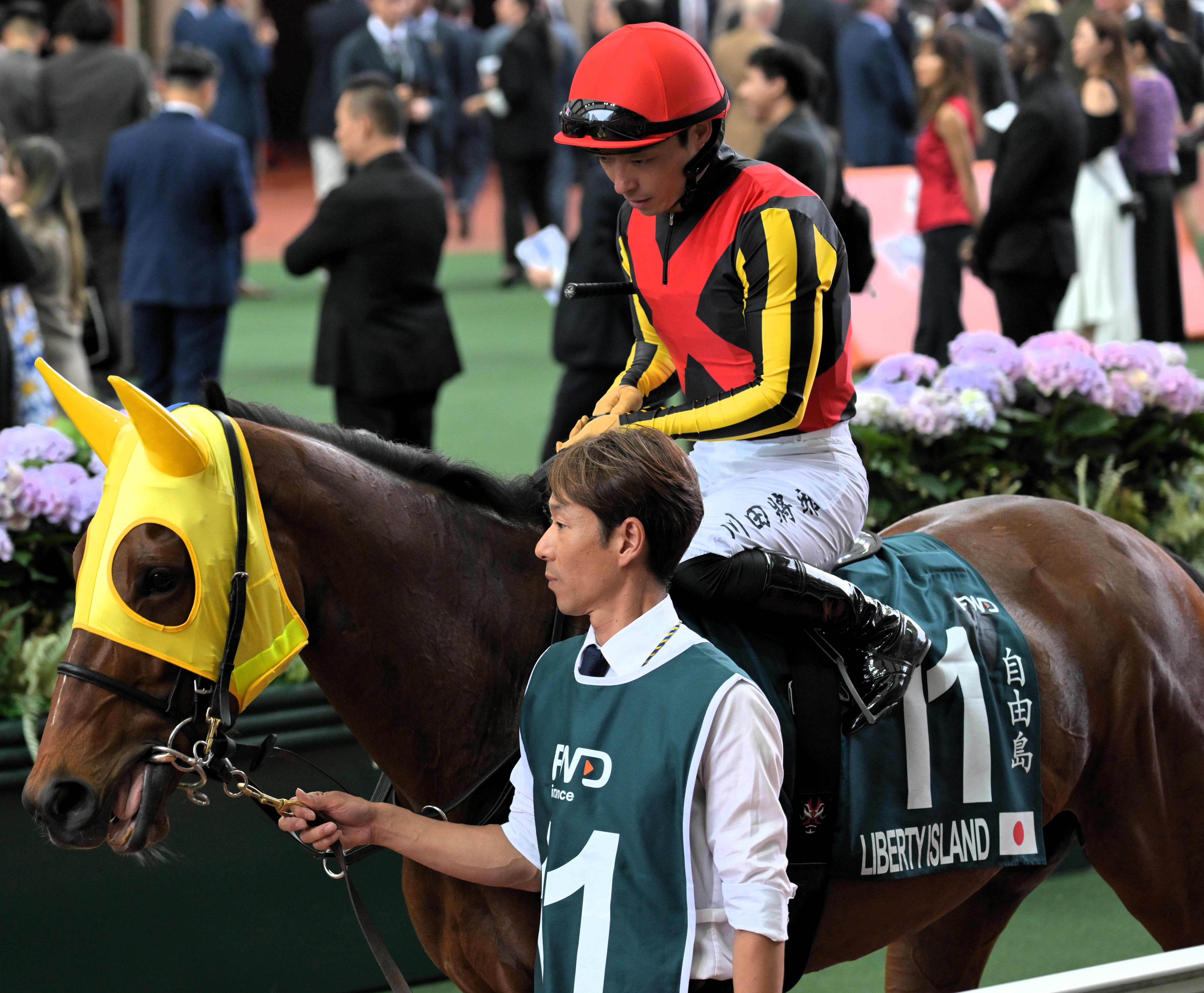
2025年4月27日，「自由島」於沙田馬場角逐女皇盃2025，騎師川田將雅

2025年首戰即為遠征阿聯酋的杜拜草地大賽，比賽初段選擇於中團靠前的位置，但在直路上未能順利加速，最終稍為失勢下以第八落敗。
4月中旬到香港出戰女皇盃，比賽初段保持在後方位置，在對面直路稍為上前。進入直路後，其嘗試於中檔位置加速上前，但途中失速並被騎師川田將雅拉停，因而被判處比賽中止。賽後，其後即被送往檢查，經過詳細判斷後確認為左前腳脫臼及籽骨韌帶斷裂，最終預後不良下在沙田馬場草地近終點位置施以安樂死，享年5歲。

### 詳細賽績
| 日期       | 舉辦國家 | 馬場 | 距離   | 級別 | 賽事名稱         | 負重 | 騎師     | 馬號 | 出馬 | 名次     | 時間     | 頭馬（亞軍馬）      |
| ---------- | -------- | ---- | ------ | ---- | ---------------- | ---- | -------- | ---- | ---- | -------- | -------- | ------------------- |
| 30/7/2022  | 日本     | 新潟 | 草1600 |      | 2歲新馬          | 54   | 川田將雅 | 2    | 12   | 1        | 1:35.8   | （Cruzeiro do Sul） |
| 29/10/2022 | 日本     | 東京 | 草1600 | GIII | 月神錦標         | 54   | 川田將雅 | 3    | 10   | 2        | 1:33.9   | 拉威爾              |
| 11/12/2022 | 日本     | 阪神 | 草1600 | GI   | 阪神兩歲牝馬錦標 | 54   | 川田將雅 | 9    | 18   | 1        | 1:33.1   | （曲動心神）        |
| 9/4/2023   | 日本     | 阪神 | 草1600 | GI   | 櫻花賞           | 55   | 川田將雅 | 3    | 18   | 1        | 1:32.1   | （Kona Coast）      |
| 21/5/2023  | 日本     | 東京 | 草2400 | GI   | 優駿牝馬         | 55   | 川田將雅 | 5    | 18   | 1        | 2:23.1   | （豎琴巧姬）        |
| 15/10/2023 | 日本     | 京都 | 草2000 | GI   | 秋華賞           | 55   | 川田將雅 | 6    | 18   | 1        | 2:01.1   | （假面歌姬）        |
| 26/11/2023 | 日本     | 東京 | 草2400 | GI   | 日本盃           | 54   | 川田將雅 | 1    | 18   | 2        | 2:22.5   | 春秋分              |
| 30/3/2024  | 阿聯酋   | 美丹 | 草2410 | GI   | 杜拜司馬經典賽   | 54.5 | 川田將雅 | 12   | 12   | 3        | 2:27.16  | 桀驁之戀            |
| 27/10/2024 | 日本     | 東京 | 草2000 | GI   | 秋季天皇賞       | 56   | 川田將雅 | 12   | 15   | 13       | 1:58.3   | 勝局在望            |
| 8/12/2024  | 香港     | 沙田 | 草2000 | GI   | 浪琴香港盃       | 55.5 | 川田將雅 | 9    | 11   | 2        | 2:00.74  | 浪漫勇士            |
| 5/4/2025   | 阿聯酋   | 美丹 | 草1800 | GI   | 杜拜草地大賽     | 55   | 川田將雅 | 11   | 11   | 8        | 1:46.42  | 神志勇進            |
| 27/4/2025  | 香港     | 沙田 | 草2000 | GI   | 富衛保險女皇盃   | 55.5 | 川田將雅 | 11   | 11   | 比賽中止 | 比賽中止 | 鍵琴高奏            |

## 血統簡介
父系大鳴大放爲日本賽駒，生涯戰績優秀，曾勝出皋月賞及東京優駿（日本打吡），退役後配種成績亦極爲優秀。祖父夏威夷王亦是日本賽駒，生涯戰績極爲優秀，僅得一戰未能獲勝，曾勝出一級賽NHK一哩賽及東京優駿（日本打吡），爲日本史上首匹贏得變則二冠的賽駒。
母系北美薔薇爲澳洲賽駒，生涯戰績優秀，曾勝出一級賽澳洲賽馬會育馬錦標及春季冠軍錦標。外祖父全美名駒亦是澳洲賽駒，生涯戰績優秀，曾勝出一級賽阿拉伯酋長錦標，亦於藍鑽石錦標取得亞軍。

### 血統表
| 父線：金滿寶系（淘金者系）                     |                              |                |                 |
| 種馬 大鳴大放 2012年（棗色）                   | 夏威夷王 2001年（棗色）      | 金滿寶         | 淘金者          |
| 種馬 大鳴大放 2012年（棗色）                   | 夏威夷王 2001年（棗色）      | 金滿寶         | Miesque         |
| 種馬 大鳴大放 2012年（棗色）                   | 夏威夷王 2001年（棗色）      | Manfath        | 最後大官        |
| 種馬 大鳴大放 2012年（棗色）                   | 夏威夷王 2001年（棗色）      | Manfath        | Pilot Bird      |
| 種馬 大鳴大放 2012年（棗色）                   | Admire Groove 2000年（棗色） | 週日寧靜       | Halo            |
| 種馬 大鳴大放 2012年（棗色）                   | Admire Groove 2000年（棗色） | 週日寧靜       | Wishing Well    |
| 種馬 大鳴大放 2012年（棗色）                   | Admire Groove 2000年（棗色） | 氣槽           | 東來兵          |
| 種馬 大鳴大放 2012年（棗色）                   | Admire Groove 2000年（棗色） | 氣槽           | Dyna Carle      |
| 繁殖雌馬 北美薔薇 2013年（棕色）               | 全美名駒 2005年（深棗色）    | Red Ransom     | 雷弼圖          |
| 繁殖雌馬 北美薔薇 2013年（棕色）               | 全美名駒 2005年（深棗色）    | Red Ransom     | Arabia          |
| 繁殖雌馬 北美薔薇 2013年（棕色）               | 全美名駒 2005年（深棗色）    | Milva          | Strawberry Road |
| 繁殖雌馬 北美薔薇 2013年（棕色）               | 全美名駒 2005年（深棗色）    | Milva          | Tersa           |
| 繁殖雌馬 北美薔薇 2013年（棕色）               | Condesaar 2004年（深棗色）   | Xaar           | Zafonic         |
| 繁殖雌馬 北美薔薇 2013年（棕色）               | Condesaar 2004年（深棗色）   | Xaar           | Monroe          |
| 繁殖雌馬 北美薔薇 2013年（棕色）               | Condesaar 2004年（深棗色）   | Condescendance | El Gran Senor   |
| 繁殖雌馬 北美薔薇 2013年（棕色）               | Condesaar 2004年（深棗色）   | Condescendance | Condessa        |
| 雌系：號族：5-h                                |                              |                |                 |
| 五代內近親交配：淘金者 4×5、Hail to Reason 5×5 |                              |                |                 |

## 命名由來
名字Liberty Island（リバティアイランド）即是位於美國紐約州紐約市上紐約灣之自由島，聯想自母系北美薔薇之名字。

## 外部連結
- 自由島 netkeiba.com （页面存档备份，存于）
- 血統表 （页面存档备份，存于）